# Emberes Mars-expedíció

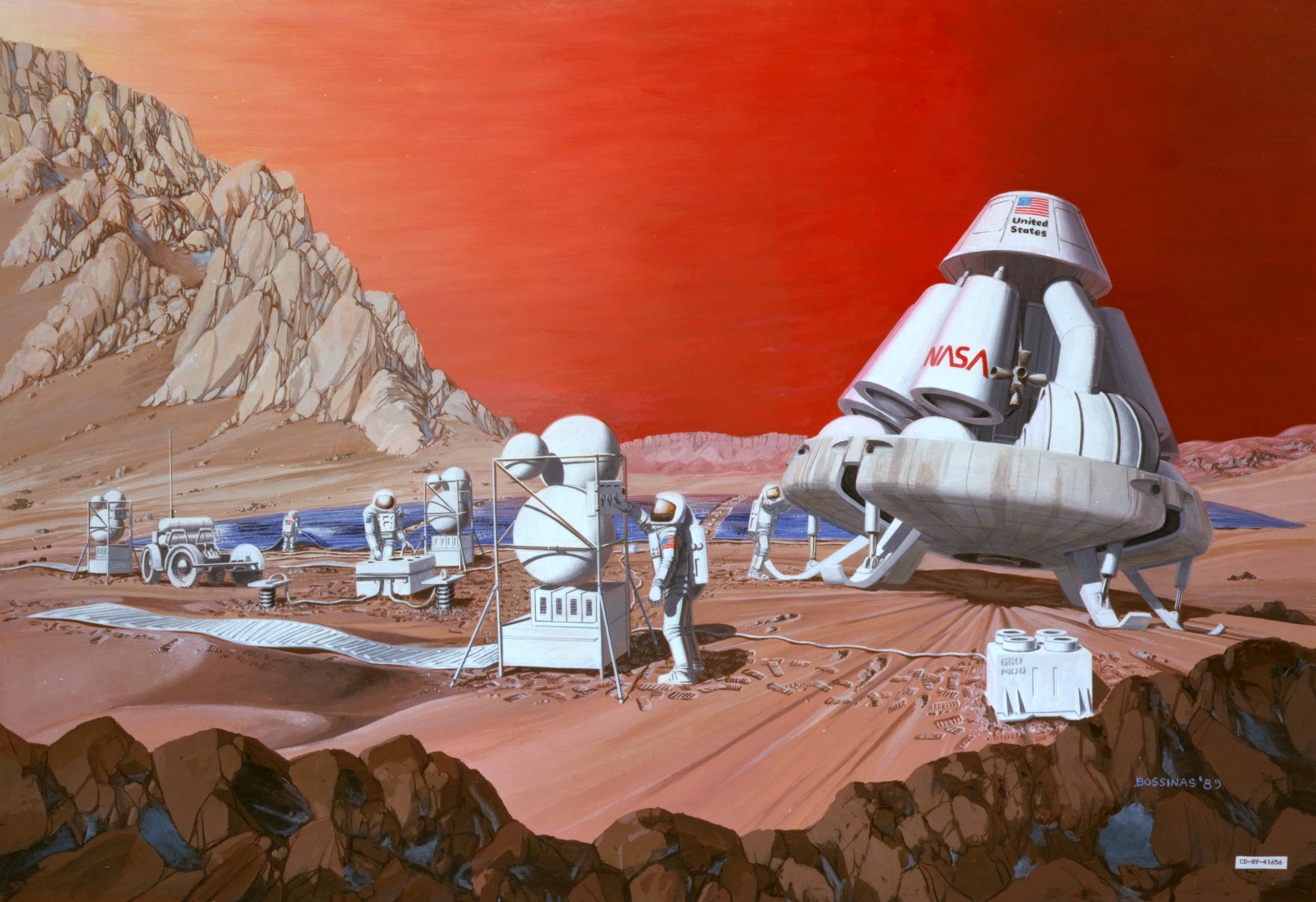
A NASA Mars-expedíció (1989-es koncepció)

Az emberes Mars-expedíció olyan űrutazás, mely személyzettel végrehajtott bolygóközi repülés, a Mars-kutatás tervezett, fontos állomása, melynek során emberek repülnek a Marshoz és szállnak le a felszínére.
A tudomány és a tudományos-fantasztikus irodalom régóta felvetette lehetőségét, szinte az űrhajózás hajnalától, az 1960-as évektől kezdve mind a szovjet, mint az amerikai oldalon konkrét tervek is készültek megvalósítására, de a rendelkezésre álló technológia akkori és a jelenlegi színvonalán egy ilyen űrrepülés tetemes összegbe kerülne, emellett számos, nehezen megoldható technológiai akadály is fennáll.
Az amerikai  SpaceX azt tervezi, hogy már 2029-ban embereket küld a Marsra bolygó – későbbi – kolonizálása céljából.

## Egyirányú út
A Mars-utazás költségét lényegesen csökkentené, ha az űrhajósokat nem kellene visszahozni a Földre, hanem életük végéig a Marson élnének és dolgoznának egy önfenntartó kolóniát létrehozva. Vállalkozók ilyen útra is akadnának, több, egymást követő expedíció esetén lehetőség nyílna egy marsi kolónia megalapítására.

## Űrszonda landolások a Marson
Már sok automata űrszonda valósított meg sikeres utazást és landolás a Mars felszínén. A sziklás felszín és jelentős gravitáció miatt a landolás nehéznek számít, a Schiaparelli EDM (2016), és Beagle2 sikertelen volt 2003-ban.
A sikeres érkezések:
- Marsz–3 – 1971
- Viking-program két szondája– 1976
- Mars Pathfinder és Sojourner felderítő járműve – 1997
- MER-A Spirit and MER-B Opportunity marsjárók – 2004
- Phoenix űrszonda – 2008
- Mars Science Laboratory Curiosity  marsjárója –  2012
- InSight lander – 2018
- Tianwen-1 lander and Zhurong rover– 2021
- Perseverance jármű és Ingenuity helicoptere – 2021